# 市郡
アメリカ合衆国の地方行政区画における市郡（しぐん、consolidated city-county）とは、通常自治体である市と、州の行政区画である郡を統合した形態の自治体のことである。創設当初からこの形態を採っていた自治体と、それぞれ別個に創設された市と郡が合併してこの形態になった自治体がある。

## 概要
法人化された市を持たないハワイ州を除くと、規模の大きい市郡は中西部およびアップランドサウスに集中している。2010年現在、最多の人口を抱える市郡はフィラデルフィア、最大の面積を有する市郡はアラスカ州シトカである。
市郡合併の成功率はあまり高くはない。元アルバカーキ市長デイビッド・ラスクによると、1902年から2010年までに出された市郡合併案105件のうち、可決されたのは約1/4の27件にとどまる。2010年に出されたテネシー州メンフィス市と同州シェルビー郡の合併案の例では、同案が住民投票で否決された後、2011年3月に同市と同郡の公立学校システムの統合が、郊外部の強い反対を押し切って住民投票で可決されたが、同郡教育委員会が合併の撤回を求めて訴訟を起こす事態になった。
市郡が Consolidated city-county 以外の名前で呼ばれることもある。例えば、カンザス州ワイアンドット郡は、同州カンザスシティとの統合形態を表す語として unified government という名称を用いている。また、同市郡の例に見られるように、市郡を統合・合併したと言っても、統合・合併前の郡に既に存在していた都市・町村のうちのいくつかが、統合・合併後も市郡とは別個の都市・町村として存続することもあり、必ずしも郡域全体が統合・合併後の市郡域と同一になるわけではない。同様の例としてはインディアナ州インディアナポリス市と同州マリオン郡、フロリダ州ジャクソンビル市と同州デュバル郡、テネシー州ナッシュビル市と同州デイビッドソン郡、ケンタッキー州ルイビル市と同州ジェファーソン郡等が挙げられる。このような場合、10年ごとの国勢調査において、統合・合併後も市郡とは別個の自治体として存続している分を除いたバランス（Balance）という人口数値が、郡全体の人口数値と併せて計上され、この「バランス」の数値を市郡人口の公式な数値として扱うことがある。2010年の国勢調査において、「バランス」が計上されているのは以下6市郡である。
- インディアナ州インディアナポリス・マリオン郡
- ケンタッキー州ルイビル・ジェファーソン郡
- ジョージア州アセンズ・クラーク郡
- ジョージア州オーガスタ・リッチモンド郡
- テネシー州ナッシュビル・デイビッドソン郡
- モンタナ州ビュート・シルバーボウ郡

## 類似の制度
市郡とよく似た制度の1つに独立市がある。しかし、市郡は市であると同時に郡であるのに対し、独立市はいずれの郡にも属さず、「郡相当の地域」として扱われるという違いがある。また、市と郡が合併したと同時に郡政府が消滅し、結果として市郡ではなく、独立市となったものもある。例えば、バージニア州のハンプトン・ローズ地域（ノーフォーク都市圏）を成す7つの独立市のうち、サフォーク、チェサピーク、ニューポートニューズ、バージニアビーチ、ハンプトンの5市は、それぞれナンセモンド郡、ノーフォーク郡、ウォーウィック郡、プリンセスアン郡、エリザベスシティ郡と合併したが、いずれもバージニア州法に基づく独立市として新設され、合併と同時に郡政府は消滅した。これらの独立市については、バージニア州法では「統合市」（Consolidated city）という用語を用いている。同様に、ネバダ州の州都カーソンシティは1969年にオームズビー郡と合併したが、合併と同時に郡政府は廃止され、独立市となった。
ニューヨーク市は特異な例である。同市の5つの区はいずれも各郡域と同一の区域を有しており、別個に州検察官を抱えているが、各郡は原則、郡政府を持っておらず、市政府が5区全てにわたって立法権および行政権を有している。ニューヨーク市が現在の姿になったのは1898年のことで、当時のニューヨーク市（現マンハッタン区およびブロンクス区）がキングス、クイーンズ、リッチモンド各郡を合併し、それぞれブルックリン区、クイーンズ区、スタテンアイランド区とした。
ワシントンD.C.もまた特異な例である。コロンビア特別区はいずれの州にも属さない連邦直轄地であり、従って郡でもないが、1871年のコロンビア特別区自治法により、コロンビア特別区自治政府とワシントン市政府が統合された形になっている。それ以前は、コロンビア特別区内にはワシントン市、ジョージタウン市、および非法人のワシントン郡がそれぞれ、別個に市政府/郡政府を有していた。また、1846年にコロンビア特別区のポトマック川南西岸がバージニア州に戻される以前は、その地域はコロンビア特別区アレクサンドリア郡であった（現在はバージニア州アレクサンドリア市およびアーリントン郡になっている）。

## 市郡の一覧

### 創設当初から市郡統合されていたもの
| 市郡               | 州                 | 人口 （2010年）   | 備考 |
| ------------------ | ------------------ | ----------------- | --- |
| アンカレッジ       | アラスカ州         | 291,826           | |
| サンフランシスコ   | カリフォルニア州   | 805,235           | 当初はサンフランシスコ市はサンフランシスコ郡の郡庁所在地であったが、1856年にサンフランシスコ郡が分割され、北部がサンフランシスコ市郡に、南部がサンマテオ郡にそれぞれなった。                                            |
| シトカ             | アラスカ州         | 8,881             | |
| ジュノー           | アラスカ州         | 31,275            | |
| デンバー           | コロラド州         | 600,158           | |
| ナンタケット       | マサチューセッツ州 | 10,172            | |
| ニューオーリンズ   | ルイジアナ州       | 343,829           | |
| ブルームフィールド | コロラド州         | 55,889            | |
| ホノルル           | ハワイ州           | 337,256 (953,207) | ()内はホノルル市郡全体の人口。ホノルル市郡はオアフ島全域にわたる。ハワイ州は州法により、法人化された市を持たないため、所謂「ホノルル市の人口」としては、アーバンホノルルCDPの人口の数値を用いることが通例となっている。 |
| メノミニー         | ウィスコンシン州   | 4,232             | |

### 別個に創設された市と郡が合併したもの
バランスが設置されている場合は、下表における人口の数値はバランスとし、()内に郡全体の人口を併記する。
| 市                 | 郡                 | 州               | 人口 （2010年）   | 備考 |
| ------------------ | ------------------ | ---------------- | ----------------- | --- |
| アセンズ           | クラーク郡         | ジョージア州     | 115,452 (116,714) | ウィンタービル市およびボガート町はアセンズ市郡に含まれない。                                                                                             |
| アナコンダ         | ディアロッジ郡     | モンタナ州       | 9,298             | |
| インディアナポリス | マリオン郡         | インディアナ州   | 820,445 (829,718) | サウスポート、ビーチグローブ、ローレンス各市、およびスピードウェイ町はインディアナポリス市郡に含まれない。                                               |
| オーガスタ         | リッチモンド郡     | ジョージア州     | 195,844 (200,549) | ブライス、ヘプジバ両市はオーガスタ市郡に含まれない。 |
| カンザスシティ     | ワイアンドット郡   | カンザス州       | 145,786           | エドワーズビル、ボナースプリングス、レイククィビラ各市はカンザスシティ市郡に含まれない。                                                                 |
| コロンバス         | マスコギー郡       | ジョージア州     | 189,885           | |
| ジャクソンビル     | デュバル郡         | フロリダ州       | 821,784           | アトランティックビーチ、ジャクソンビルビーチ、ネプチューンビーチ各市、およびボールドウィン町はジャクソンビル市郡に含まれない。                           |
| ジョージタウン     | クイットマン郡     | ジョージア州     | 2,513             | |
| ナッシュビル       | デイビッドソン郡   | テネシー州       | 601,222 (626,681) | オークヒル、グッドレッツビル、フォレストヒルズ、ベリーヒル、ベルミード、リッジトップ各市はナッシュビル市郡に含まれない。                                 |
| ビュート           | シルバーボウ郡     | モンタナ州       | 33,525 (34,200)   | ウォーカービル町はビュート市郡に含まれない。 |
| フィラデルフィア   | フィラデルフィア郡 | ペンシルベニア州 | 1,526,006         | 1854年にペンシルベニア州議会の議決により、フィラデルフィア郡内の全ての郡区、地区、町がフィラデルフィア市に併合され、1952年に市政府と郡政府が統合された。 |
| メイコン           | ビッブ郡           | ジョージア州     | 91,351            | 2014年に合併したため、2010年の国勢調査時点では市郡ではない。                                                                                             |
| リンチバーグ       | ムーア郡           | テネシー州       | 6,362             | |
| ルイビル           | ジェファーソン郡   | ケンタッキー州   | 597,337 (741,096) | 市郡合併以前に既に法人化されていた市は、ルイビル市を除いていずれも、合併後に別個の市として存続しており、ルイビル市郡には含まれない。                     |
| レキシントン       | ファイエット郡     | ケンタッキー州   | 295,803           | |

## 註
1. ↑  Linebaugh, Kate. Threats to Town Halls Stir Voter Backlash. The Wall Street Journal. 2011年6月8日. 2016年7月16日閲覧.
2. 1 2 3  American FactFinder. U.S. Census Bureau. 2011年2月4日.
3. ↑  Sec.15.2-3521. Virginia Code. State of Virginia.
4. ↑  Stucka, Mike. Macon-Bibb County consolidation wins with strong majorities. The Telegraph. 2012年7月31日. 2016年7月18日閲覧.